# منتخب الهند الغربية لدوري الرغبي
منتخب الهند الغربية لدوري الرغبي هو ممثل الهند الغربية الرسمي في المنافسات الدولية في دوري الرغبي .